# Quellinus
Quellinus var en flamländsk skulptörfamilj. Mest känd är Artus Quellinus den äldre (1609-1668) för hans utsmyckning av Amsterdams rådhus (nuvarande slottet). Hans brorson Artus Quellinus den yngre (1624-1700) utförde altare och gravmonument och anses som den flamländska senbarockens mest betydande skulptör. 
Dennes son Thomas Quellinus (1661-1709) arbetade från 1689 i Danmark där han skapade senbarocka gravmonument i svart och vit marmor. Hans äldste son Artus Quellinus III (1653-86) var verksam som skulptör i London.